# 충주향교
충주향교(忠州鄕校)는 충청북도 충주시 교현동에 있는 향교이다. 1980년 1월 9일 충청북도의 유형문화재 제57호로 지정되었다.

## 개요
훌륭한 유학자들의 위패를 모시고 제사지내며, 지방 백성의 교육과 교화를 담당하기 위해 세운 국립교육기관이다.
조선 태조 7년(1398)에 계명산 아래에 처음 지었으나, 임진왜란(1592) 때 불에 타 없어진 후 인조 7년(1629)에 지금의 자리로 옮겨졌다. 1936년 충주군수 전석영(全錫永)이 대성전과 동서무를 중수하고, 무너져 없어진 명륜당과 외삼문을 새로 건립했다.
현재 남아있는 건물은 대성전과 동무·서무·명륜당·동재·서재·내삼문·외삼문 등이다.
대성전에는 공자를 비롯한 중국의 훌륭한 유학자들의 위패를 모시고 있으며, 동무와 서무에는 우리나라의 18명의 현인들의 위패를 모시고 있어 제사공간을 이루고 있다. 명륜당은 학생들이 모여 공부하는 강당이었는데, 갑오개혁(1894) 이후 교육기능은 없어졌다.
1976년부터 명륜학원을 운영하여 한문·서예·경전 등을 가르치고 있다. 또한 해마다 충주시 중원군의 효자와 효부를 표창하고 있다.

## 갤러리

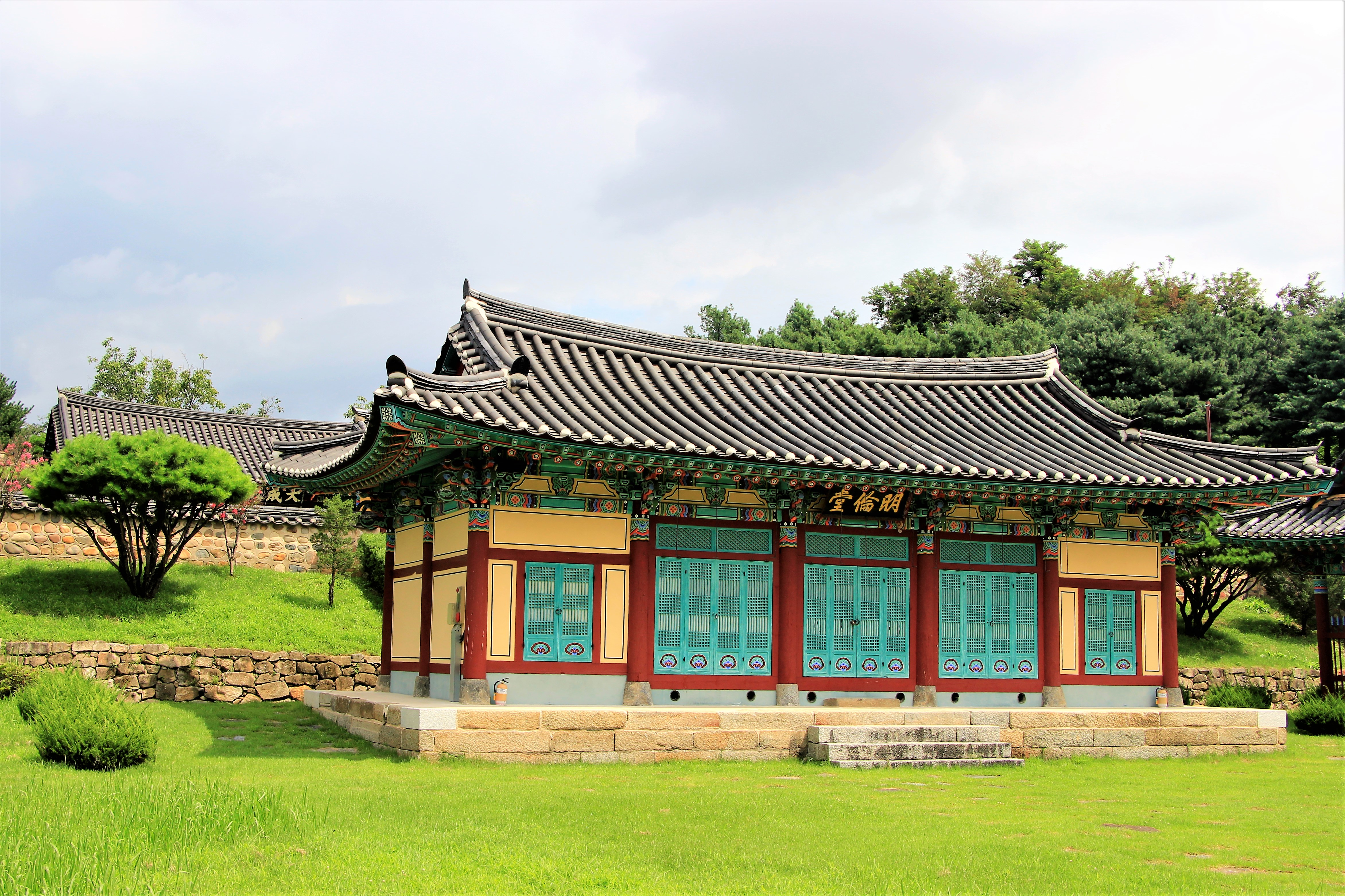
충주향교의 명륜당

## 참고 자료
- 충주향교 - 국가유산청 국가유산포털
- 한국학중앙연구원 - 향토문화전자대전